# Impacto da pandemia de COVID-19 na indústria da cannabis
A pandemia de COVID-19 teve um impacto significativo na indústria da cannabis. Segundo o Investor's Business Daily, a indústria foi afetada porque “os clientes abastecem-se de receitas médicas e os clientes recreativos abastecem-se de algo para tornar o confinamento um pouco mais suave ou um pouco menos aborrecido”.

## Europa
Os coffeeshops dos Países Baixos foram inicialmente encerrados, mas mais tarde foram considerados empresas essenciais.
Na Macedónia do Norte, a construção da casa de cultivo de cannabis de 178.000 pés quadrados da Pharmacon abrandou devido aos requisitos de distanciamento social.
Em Barcelona, os Clubes Sociais de Cannabis [en] - organizações privadas sem fins lucrativos nas quais a canábis é cultivada coletivamente e distribuída aos membros registados - fecharam as portas na sequência da declaração do governo de estado de alarme em todo o país.
De acordo com o El País, o preço do haxixe e da canábis aumentou para o dobro ou o triplo do seu preço habitual no mercado negro espanhol. Patricia Amiguet, presidente da Federação Catalã de Associações de Canábis, declarou em junho que o confinamento significava que cerca de 300.000 membros de clubes de canábis estavam a recorrer a fontes de abastecimento do mercado ilícito.
Em 5 de abril, o Podemos Canábico apresentou uma proposta parlamentar para que os clubes de cannabis fossem considerados “serviços essenciais”. A ConFAC (Confederación de federaciones de asociaciones cannábicas de España) apresentou aos grupos parlamentares um “guia de boas práticas” para a reabertura dos clubes de cannabis. Os protocolos propostos incluem o uso de máscaras, divisórias para o pessoal, distanciamento social, orientações sobre a capacidade, horários reduzidos, estadias/visitas limitadas ou apenas para take-out.
Os preços da cannabis também subiram em França. Isto deveu-se em parte à interrupção do tráfico de Marrocos através de Espanha.

## América do Norte

### Canadá
O Canadá continuou a explorar lojas legais de canábis e registou um aumento das vendas.

### Estados Unidos

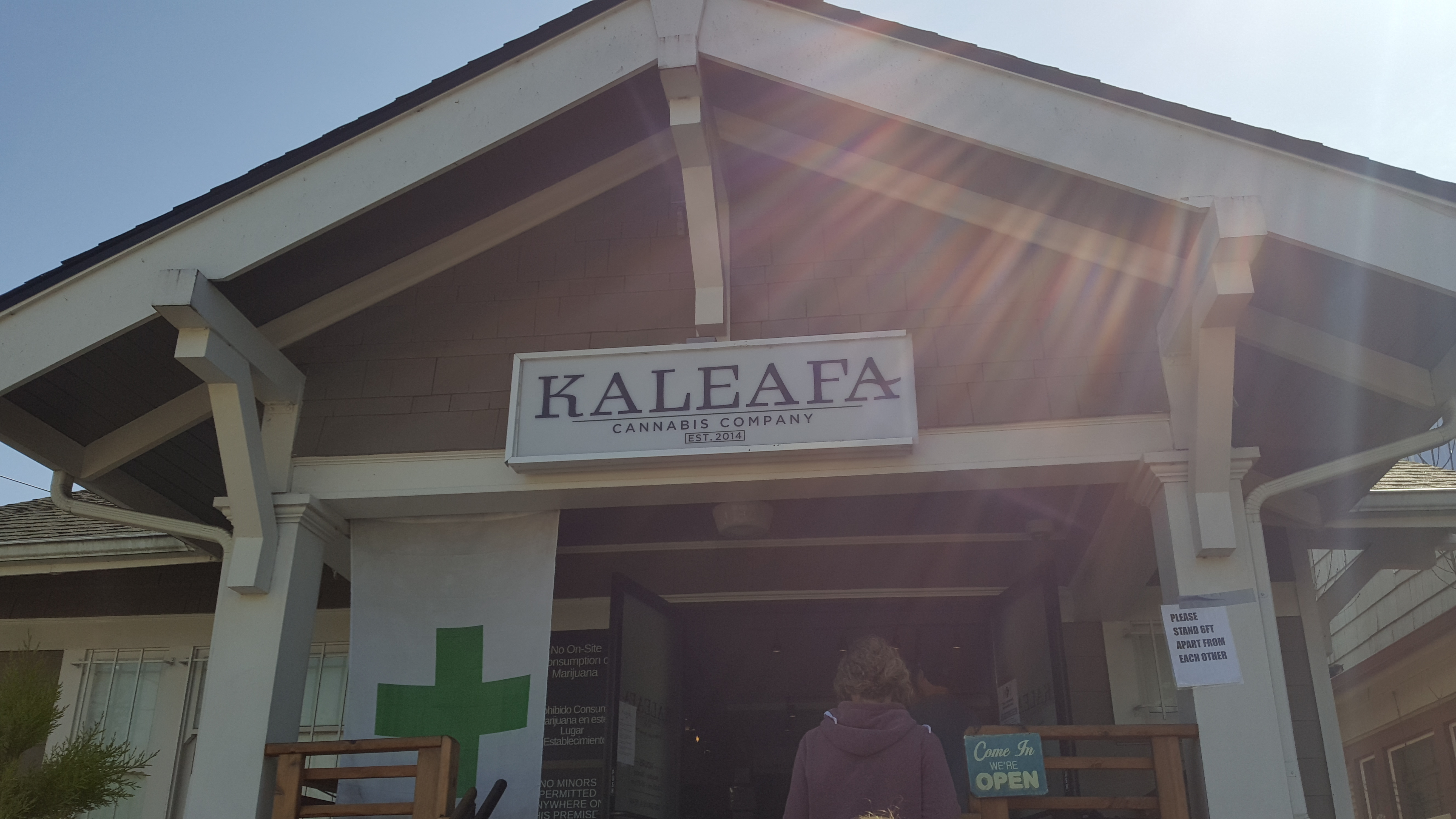
Um dispensário de canábis no bairro de Woodstock, em Portland, Oregon, com sinalética de distanciamento social

Muitos estados dos EUA com canábis legal, onde os dispensários foram considerados negócios “essenciais”, registaram aumentos de vendas Califórnia, Colorado, Illinois, Maryland, Michigan, Nova Jérsia, Novo México, Nova Iorque, Ohio, Oregon e Washington consideraram os negócios de canábis como tal. Entre as cidades norte-americanas que adoptaram posições semelhantes contam-se Chicago, Denver, e São Francisco. As acções das empresas de canábis registaram aumentos na sequência de notícias sobre o aumento da procura.
Alguns dispensários tiveram que demitir funcionários ou reduzir o horário de trabalho. A decisão de permanecer aberto na Califórnia atraiu críticas daqueles que pensavam que uma congregação de compradores representava um risco de propagação do vírus. O condado de Santa Clara eliminou o serviço de entrega em 2 de abril.
As vendas em Denver, em 23 de março de 2020, aumentaram 392% em relação ao mesmo dia da semana anterior ao pedido de permanência em casa. Um serviço de entrega de Reno teve um aumento de 400% nos negócios depois que o estado ordenou o fechamento das operações de varejo presenciais. A determinação do fechamento de lojas de varejo ou a permanência aberta como infraestrutura crítica ou necessidade médica essencial foi desigual nos estados dos EUA que legalizaram as vendas.
Enquanto os estados que tinham uma base de clientes local estabelecida registaram geralmente um aumento nas vendas, outros estados onde as vendas de marijuana estavam intimamente ligadas ao turismo sofreram. Mercados como Las Vegas e Massachusetts foram particularmente afectados. A venda de marijuana recreativa em Massachusetts foi geralmente proibida pelo Governador Charlie Baker durante o surto, tendo-se tornado o único estado que legalizou a marijuana a proibi-la durante a pandemia.
Em Massachusetts, a Comissão de Controlo da Cannabis suspendeu a venda de canábis recreativa, receando um afluxo de compradores de fora do estado e na sequência de um grande aumento de registos de novos pacientes médicos e para estudar a cadeia de abastecimento. Cinco dispensários e um paciente de canábis medicinal processaram o governador Charlie Baker por causa dos encerramentos.
Em Ann Arbor, Michigan, o festival anual Hash Bash [en] foi realizado online. No Missouri, os requisitos de distanciamento social podem impedir os organizadores de uma campanha de legalização da maconha recreativa de coletar assinaturas para inclusão nas urnas.
A abertura de dispensários médicos no Missouri foi adiada devido à pandemia. Os reguladores não puderam inspecionar os licenciados de maneira imediata devido às diretrizes de distanciamento social, e algumas construções relacionadas foram retardadas devido ao COVID-19. As vendas começaram em 17 de outubro de 2020.
Pesquisadores da Universidade de Miami estão estudando o impacto da pandemia na indústria, em abril de 2020. Os esforços de legalização da cannabis foram interrompidos em vários estados dos EUA.
Erik Altieri, o diretor executivo da National Organization for the Reform of Marijuana Laws, disse: “A cannabis é um tratamento seguro e eficaz do qual milhões de americanos dependem para manter uma vida diária produtiva enquanto sofrem de doenças e enfermidades. É a própria definição de essencial que estes indivíduos ainda possam ter acesso aos seus medicamentos nesta altura."
A Leafly lançou um serviço de entrega de canábis no Arizona, Florida, Maryland, Michigan, Nevada, Nova Iorque e Oregon e a Lantern lançou um serviço de entrega de canábis em Massachusetts e Michigan.
Os processos de licenciamento controversos e complicados nas cidades e condados da Califórnia podem ser reduzidos e mais oportunidades criadas à medida que a liderança local luta com défices orçamentais relacionados com a COVID, desemprego e taxas de ocupação comercial mais baixas. Muitos dispensários começaram a oferecer serviços drive-thru.